# Goran Milojević
Goran Milojević (nascut el 6 de desembre de 1964 a Aranđelovac, Sèrbia) és un exfutbolista i entrenador serbi. Va ser dues vegades internacional amb la selecció iugoslava.
Com a jugador va desenvolupar la major de la seua carrera a la lliga espanyola, jugant entre Primera i Segona Divisió a les files del CP Mérida, RCD Mallorca, Celta de Vigo i Vila-real CF. També va jugar als dos equips més importants de Belgrad, a la lliga francesa i a la mexicana.
Després, ha seguit vinculat al món del futbol com a entrenador. Ha dirigit en el seu país al FK Zeleznik (01/02), FK Rudar Pljevlja (02/03), FK Radnički Obrenovac (0/04) i FK Smederevo (2007), mentre que a la lliga espanyola ha entrenat a la UD Mérida (08/09). A la temporada 2010/11 entrena l'Atlètic Balears, de Palma, que juda a Segona Divisió B.